# Deir Rafat
 (mai 2025).
Si vous disposez d'ouvrages ou d'articles de référence ou si vous connaissez des sites web de qualité traitant du thème abordé ici, merci de compléter l'article en donnant les références utiles à sa vérifiabilité et en les liant à la section « Notes et références ».
 (mai 2025).
La mise en forme du texte ne suit pas les recommandations de Wikipédia : il faut le « wikifier ».
Les points d'amélioration suivants sont les cas les plus fréquents :
- Les titres sont pré-formatés par le logiciel. Ils ne sont ni en capitales, ni en gras.
- Le texte ne doit pas être écrit en capitales (les noms de famille non plus), ni en gras, ni en italique, ni en « petit »…
- Le gras n'est utilisé que pour surligner le titre de l'article dans l'introduction, une seule fois.
- L'italique est rarement utilisé : mots en langue étrangère, titres d'œuvres, noms de bateaux, etc.
- Les citations ne sont pas en italique mais en corps de texte normal. Elles sont entourées par des guillemets français : « et ».
- Les listes à puces sont à éviter, des paragraphes rédigés étant largement préférés. Les tableaux sont à réserver à la présentation de données structurées (résultats, etc.).
- Les appels de note de bas de page (petits chiffres en exposant, introduits par l'outil «  Source ») sont à placer entre la fin de phrase et le point final[comme ça].
- Les liens internes (vers d'autres articles de Wikipédia) sont à choisir avec parcimonie. Créez des liens vers des articles approfondissant le sujet. Les termes génériques sans rapport avec le sujet sont à éviter, ainsi que les répétitions de liens vers un même terme.
- Les liens externes sont à placer uniquement dans une section « Liens externes », à la fin de l'article. Ces liens sont à choisir avec parcimonie suivant les règles définies. Si un lien sert de source à l'article, son insertion dans le texte est à faire par les notes de bas de page.
- La présentation des références doit suivre les conventions bibliographiques. Il est recommandé d'utiliser les modèles {{Ouvrage}}, {{Chapitre}}, {{Article}}, {{Lien web}} et/ou {{Bibliographie}}. Le mode d'édition visuel peut mettre en forme automatiquement les références.
- Insérer une infobox (cadre d'informations à droite) n'est pas obligatoire pour parachever la mise en page.

Pour une aide détaillée, merci de consulter Aide:Wikification.
Si vous pensez que ces points ont été résolus, vous pouvez retirer ce bandeau et améliorer la mise en forme d'un autre article.
Deir Rafat est un village palestinien dont les habitants ont été évacués, situé à environ 25 kilomètres à l’ouest de Jérusalem. Les 17 et 18 juillet 1948, le village a été envahi par l’armée israélienne lors de la deuxième phase de l’opération Dani, conduite à l’époque par les forces d’occupation. Selon des sources israéliennes, il a été pris par des unités de la brigade Harel à la fin de cette opération. 

## Localisation
Le village est situé à l’extrémité ouest du district de Jérusalem, à proximité du district de Ramla. Il fait partie des villages de la vallée de al-Sarar (Wadi al-Sarar), proche de la région de Bab al-Wad.
Le village se trouve au pied d’une montagne, à l’extrémité de la chaîne occidentale des montagnes de Jérusalem. Il est relié aux villages voisins par des chemins non pavés, notamment les villages de Sar’a, Ishwa, Khirbet Ism Allah et Deir Aban. L’altitude moyenne de ses terres est d’environ 300 mètres au-dessus du niveau de la mer.
Au nord, il est bordé par les petits villages d’Asmallah, Beit Jiz et Beit Far ; au sud-ouest, par Bureij ; au sud, par Deir Aban ; et à l’est, par Sar’a.
À deux kilomètres à l’ouest se trouve le monastère, surmonté d’une statue de la Vierge. Un cimetière est visible au sud, et une oliveraie à l’ouest.
Une école commune aux villages d’Ishwa, Artuf, Aslin et Sar’a a été fondée en 1944 sous le nom d’« École publique d’Ishwa ». Les enfants de Deir Rafat y étudiaient jusqu’à la septième année (la 5e en France). 

## Population
À la fin de l’époque ottomane, Deir Rafat était un petit village de 35 habitants répartis dans 12 maisons.
En 1931, sa population avait atteint 320 personnes, dont 252 musulmans et 68 chrétiens. Le village comptait alors 69 maisons, et abritait également des prêtres, des moines et des ouvriers du monastère. En 1948, année de la Nakba, la population était estimée à 499 personnes.
En 1961, seules dix personnes — des prêtres et des moines — vivaient encore dans le monastère. En 1998, ce nombre était de 522. En 2008, le nombre total de réfugiés originaires du village était estimé à 4 142. 

## Origine du nom
Le nom Deir Rafat viendrait de l’ancienne ville cananéenne de Yirpeel, qui signifie « Dieu guérit ».
Le mot « Deir », qui signifie monastère, indique la présence d’un ancien monastère byzantin. Après cette époque, le village a été habité par des musulmans. 

## Le monastère Notre-Dame Reine de Palestine: Histoire, mission et patrimoine
Au milieu du 19e siècle, le village a traversé une crise économique sous le gouvernement ottoman, ce qui a conduit à la vente d’une partie de ses terres au Patriarcat latin. L’accord stipulait l’interdiction pour l’Église de toute activité missionnaire, limitant son rôle uniquement à l’éducation.
En 1927, à la suite d’un fort tremblement de terre, le Patriarcat latin de Jérusalem acheta une partie des terres du village et y construisit un monastère.
Les Latins voulaient rendre hommage à la Vierge Marie, que l’on croit avoir protégé la Terre Sainte de catastrophes similaires. C’est pourquoi l’église porte officiellement le nom de « Notre-Dame Reine de Palestine ».
Le monastère a été conçu par le moine bénédictin et architecte Maurizio Gisler. Il comprend une église, un orphelinat, une école, un bâtiment conventuel, une maison d’accueil pour pèlerins, ainsi qu’une statue en bronze de la Vierge, haute de 2,5 mètres, inspirée d’une œuvre du nord de l’Italie.
Sur les murs de l’entrée, on peut lire « Que la paix soit sur toi, ô Marie » en 343 langues, une œuvre du calligraphe palestinien Mubarak Saïd.
Le monastère est dirigé par les Sœurs de Bethléem, d’origine française et francophone. Elles se consacrent aux enfants orphelins et aux familles défavorisées.
En juillet 1948, le village a été évacué de ses habitants à la suite de son invasion par l’armée israélienne, à l’exception du monastère latin. L’Église catholique a ensuite loué les maisons restantes du village à l’État d’Israël.

## Relations entre villageois et monastère
Dans les années 1880, les habitants cédèrent leurs terres au monastère pour éviter de payer l’impôt agricole. Le monastère payait alors cette taxe à l’État ottoman. Cette situation perdura jusqu’à l’époque du mandat britannique.
Par la suite, un conflit éclata lorsque le monastère, relevant du Patriarcat latin, tenta de s’approprier les terres, arguant que les habitants n’étaient que des salariés agricoles. La situation dégénéra : la mosquée fut louée, les rites religieux suspendus, et les waqfs affectés.
Le conflit fut porté devant les tribunaux, qui tranchèrent en faveur des habitants en 1936. Plusieurs autres affaires restèrent en instance jusqu’à la Nakba, sous la supervision du Conseil islamique suprême à Jérusalem. 

## Économie
L’économie du village reposait principalement sur l’agriculture. En 1945, les terres cultivées représentaient 10 779 dounams, pour une superficie totale de 13 242 dounams (1 dounam = 1 000 m²). Le village possédait de vastes plaines et des collines propices à la culture.
Le climat y était tempéré en été et pluvieux en hiver. De nombreux agriculteurs des environs venaient y travailler. L’élevage était également important : moutons (plus de 200 têtes pour certaines familles), vaches, chameaux, chevaux, ânes, et volailles (poules, pigeons). 

## Monuments et vestiges
Le village abritait une mosquée connue sous le nom de Mosquée Hajj Hassan. On y trouvait de nombreuses maisons anciennes, notamment d’époque romaine, des pressoirs, et des grottes comme Jabal al-Ras, Al-Jab’a et Hajj Hassan. 

## Occupation et dépeuplement
Pendant l’opération Dani, Deir Rafat est tombé aux mains des unités de la brigade Harel.
Selon l’historien israélien Benny Morris, les habitants qui s’étaient réfugiés près du village ont fui à l’approche de l’armée, face aux bombardements. Ceux restés dans le village ont rapidement été forcés de partir.
En 1954, la colonie de Givat Shemesh fut créée sur les terres du village.
Après le dépeuplement, le site fut couvert de gravats, les ruines mêlées à des banquettes effondrées, avec des cactus visibles au nord-ouest. La tribu Sana’a, bédouine du Néguev, loua un terrain au couvent des Latins et y installa quelques tentes.
Les réfugiés du village vivent aujourd’hui principalement dans les camps de Dheisheh, Arroub, ou à Hébron, Bethléem et en Jordanie.

## Histoire
Deir Rafat est un village palestinien situé près de Jérusalem, connu pour son couvent marial fondé en 1927,.